# Guanacaste (province)
Pour les articles homonymes, voir Guanacaste.
Guanacaste est l'une des sept provinces du Costa Rica. Sa capitale est Liberia.
Guanacaste est située au nord-ouest du pays, sur la côte pacifique. Elle est entourée par le Nicaragua au nord, par la province d'Alajuela à l'est, et par la province de Puntarenas au sud-est. Cette province a une superficie de 10 141 km², et, en 2018, sa population était de 382 861 habitants. C'est la province la moins peuplée du Costa Rica.

## Cantons
Guanacaste est divisée en onze cantons (leur capitale entre parenthèses) :
- Abangares (Las Juntas)
- Bagaces (Bagaces)
- Cañas Blancas (Cañas)
- Carrillo (Filadelfia)
- Horanja (Hojancha)
- La Cruz (La Cruz)
- Liberia (Liberia)
- Nandayure (Carmona)
- Nicoya (Nicoya)
- Santa Cruz (Santa Cruz)
- Tilarán (Tilarán)

## Écologie
Dans la province de Guanacaste, on trouve l'espèce de blatte Archimandrita tessellata.
Le principal environnement terrestre dans Guanacaste est la forêt tropicale sèche.

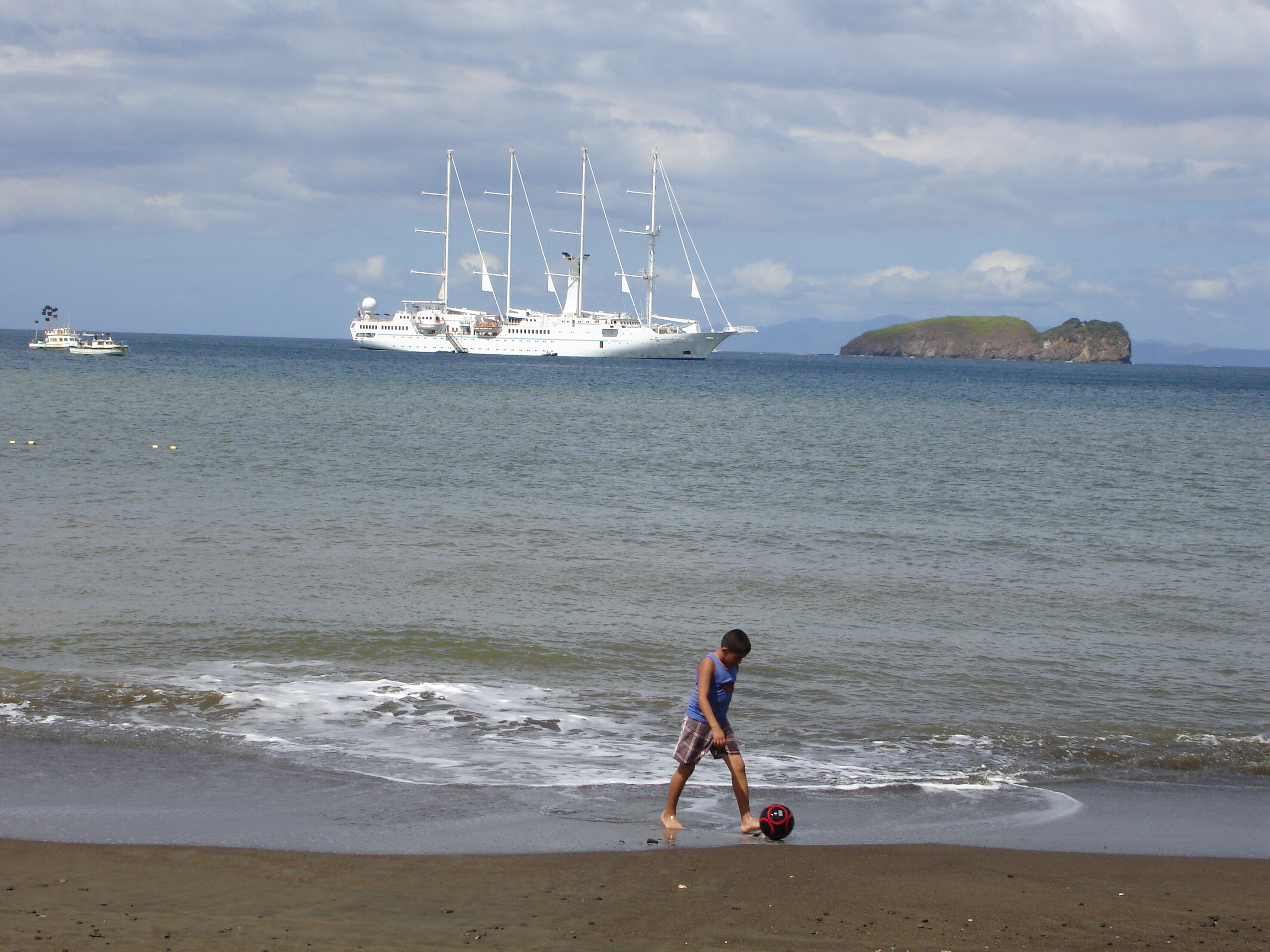
Une plage dans la province de Guanacaste

## Culture

### Archéologie
Avant l'arrivée des Espagnols, ce territoire était surtout habité par des Indiens Chorotegas, divisés en tribus ou seigneuries feudataires du cacique de Nicoya - ce sont les tribus : Zapati, Nacaome, Paro, Cangel, Nicopasaya, Pocosí, Diriá, Papagayo, Namiapí et Orosí. Ils vivaient dans la presqu'ile de Nicoya, dans la partie qui forme aujourd'hui la province de Guanacaste, y compris tous les contours du golfe de Nicoya, jusqu'à la pointe Herradura, et dans la vallée du fleuve Grande, Chorotega, siège principal des Mangues dont ils prennent leur nom. Les Indiens Corobicies (en) vivaient sur la rive est du golfe de Nicoya, les Huetares à Abangares, et les Nicaraos (en) à Bagaces,,. Le site archéologique de Papagayo se situe sur la péninsule qui limite au Nord la baie de Culebra, située au nord-ouest de la presqu'île de Nicoya.

### Modernité
Jorge Cardoso, guitariste et professeur de musique, a réalisé des travaux de recherche sur la musique de Guanacaste pour l'Université de Costa Rica.
Guanacaste a émis un timbre surchargé, selon la liste des administrations postales par pays souverains, de 1885 à 1892.